# Ein starkes Team: Knastelse
Knastelse ist ein deutscher Fernsehfilm von Maris Pfeiffer aus dem Jahr 2016. Es handelt sich um die 65. Folge der Krimiserie Ein starkes Team mit Florian Martens als Otto Garber. Für Stefanie Stappenbeck ist es ihr erster Einsatz als Linett Wachow an Garbers Seite nach dem Weggang seiner langjährigen Kollegin Verena Berthold. Tragende Gastrollen sind mit Jeanette Hain, Michael Rotschopf, Inga Busch und Marek Harloff besetzt.

## Handlung
Ihr erster gemeinsamer Einsatz führt Kriminalhauptkommissar Otto Garber und seine neue Kollegin Linett Wachow zu einer Baustelle am Hauptbahnhof. Dort wurde die Leiche von Boris Kastel gefunden, der gerade erst aus dem Gefängnis entlassen worden war. Den Recherchen nach hatte das Opfer ein Verhältnis zu zwei Frauen, die Kastel über eine Partnervermittlung hinter den Gefängnismauern kennengelernt hatte. Diese „Knastelsen“ könnten durchaus zu einer Eifersuchtstat fähig gewesen sein. Aber auch bei ehemaligen Mitgefangenen könnte er aufgrund seiner häufigen Haftstrafen Feinde gehabt haben.
Ein erster Verdacht fällt auf Akki Holzer, der mit dem Opfer zusammen einen Raubüberfall begangen hatte und von ihm um die Beute betrogen worden war. Er arbeitet in einer Glaserei, wo fast ausschließlich ehemalige Strafgefangene beschäftigt sind. Die Inhaberin Melanie Kipper bringt viel Verständnis für die gestrauchelten Männer auf und ist zudem mit Holzer liiert. Damit ist das Alibi, das sie ihm gibt, nicht sehr glaubwürdig. Das auffällige Benehmen von Holzer erklärt sich später, als die Ermittler bei einer Observation herausfinden, dass er seine ehemaligen Mitgefangenen im Gefängnis mit Döner Kebab versorgt. Diese Fast-Food-Produkte wirft er ihnen regelmäßig heimlich über die Gefängnismauer.
Die Anwältin Olivia Eisner, Boris Kastels zweite Geliebte, zeigt sich im Gegensatz zu ihrer Konkurrentin ausgesprochen kühl und hat außerdem neben Kastel eine Beziehung zu dem Häftling Frederick Losen. Wie sich am Ende herausstellt, überraschte Kastel Eisner, als sie gerade mit Losen zusammen war. Es kam zwischen den Männern zu einem handgreiflichen Streit, Kastel würgte Losen, der ihm im Gegenzug eine schwere Figur über den Kopf schlug. In der Annahme, er sei tot, schaffte ihn das Pärchen sodann zu der Baustelle, wo er am nächsten Tag einzementiert worden wäre. Gerade als Eisner gehen wollte, bemerkte sie, dass Kastel noch lebte und erstickte ihn panisch, indem sie ihm eine Plastiktüte übers Gesicht zog. Losen war zu diesem Zeitpunkt schon auf der Rückfahrt ins Gefängnis, da sein Ausgang endete.

## Hintergrund
Knastelse wurde in Berlin gedreht und am 12. März 2016 um 20:15 Uhr im ZDF erstausgestrahlt.
Sputnik, dessen Rolle als Geschäftsmann in der Serie als ein Running Gag angelegt ist, wird in dieser Folge von Otto zu einem „Freundschaftsdienst“ herangezogen. Wegen unbezahlter Bußgelder geht er einige Tage ins Gefängnis und spioniert dabei für Otto einen Gefangenen aus.
Zu Beginn des Filmes wird erklärt, dass Kommissarin Berthold nach Australien ausgewandert ist und daher Linett Wachow ins Team aufgenommen wird. Die bisherige Hauptdarstellerin Maja Maranow hatte die Serie im Sommer 2015 verlassen und war im Januar 2016 verstorben.

## Rezeption

### Einschaltquoten
Die Erstausstrahlung von Knastelse am 12. März 2016 im ZDF verfolgten 6,96 Millionen Zuschauer, dies entsprach Marktanteilen von 21,8 Prozent.

### Kritiken
Tilmann P. Gangloff urteilte auf Tittelbach.tv: „Der Titel ist ungewöhnlich, die Geschichte ebenfalls, die Umsetzung allerdings nicht: ‚Knastelse‘ erzählt von Frauen, die sich in Häftlinge verlieben. Seine Sonderstellung im Rahmen der Reihe ‚Ein starkes Team‘ verdankt der Film von Maris Pfeiffer jedoch vor allem dem Debüt von Stefanie Stappenbeck als Nachfolgerin der verstorbenen Maja Maranow. Darstellerin und Figur fügen sich vorbildlich ins Ensemble ein, zumal Autor Alex Hildebrand darauf verzichtet hat, die neue Kollegin mit Starallüren auszustatten. Grundsolide!“
Bei rtv.de wertete Martina Borgschulze: „In dem aktuellen Fall […] verpufft der Effekt durch Neuzugang Stefanie Stappenbeck leider etwas in einem 08/15-Krimi.“
Sidney Schering bei Quotenmeter.de wertete: „Dramaturgisch stellt dieser Fall Fließbandware dar: Es gibt die üblichen falschen Fährten, eine Verfolgungsjagd in den letzten Minuten und einen semi-nachdenklichen Schluss. Was aus der Masse an ZDF-Krimis hervorsticht, ist indes, wie mit dem titelgebenden Thema der ‚Knastelsen‘ umgegangen wird.“ Fazit: „Alles in allem geht UFA Fiction nach dem Motto ‚Business as usual‘ in die neue Ära seiner Samstagskrimireihe. Stappenbeck fügt sich gut ins Format, um positiv aufzufallen, statt sich bloß unauffällig dazuzugesellen, wird die Mimin allerdings einen Fall brauchen, der ihrer Figur mehr Beachtung schenkt.“
Die Kritiker der Fernsehzeitschrift TV Spielfilm vergaben nur eine mittlere Wertung (Daumen gerade) und meinten: „Maja Maranow starb überraschend am 4. Januar, wenige Tage vor Ausstrahlung ihrer letzten Episode. Warum ihre Nachfolgerin stets zwischen krähender Nettigkeit und plötzlicher Aggression changiert, erfahren wir vielleicht in den nächsten Folgen. Diese zieht sich hausbacken dahin, der ewige Sidekick Sputnik (Jaecki Schwarz) wird diesmal zu einem Undercoverjob verdonnert.“ Fazit: „Nicht gerade ein mitreißender Neustart.“